# Edu VanHub
Edu VanHub — образовательный проект, направленный на оказание помощи молодежи и подросткам (особенно социально незащищенным) в сельских сообществах в приобретении определенных знаний в области медиа путем создания необходимой им инклюзивной и инновационной среды.

## История
Идея проекта возникла еще в 2015 году, когда основатель программы Геворг Арутюнян в составе передвижного театра совершил поездку по армянским селам и заметил отсутствие образовательных и культурных возможностей в отдалённых общинах Армении, которые далеко из столицы Ереван. В 2018 году проект стартовал с создания общественной организации garagErasmus4yerevan, которая является армянским представителем Garage Erasmus Foundation. Edu VanHub путешествует по сельским общинам на фургоне с командой медиа-тренеров, а затем проводит семинары по медиаобразованию, состоящие из теоретических и практических этапов։

## Цели
Темы программы
- Социальные сети
- Блогинг (влогинг)
- Цифровая медиа — как пользоваться образовательными онлайн-ресурсами
- Составление цифрового резюме
- Фото и видеосъемка, а также размещение их в социальных сетях
- Цифровая журналистика
- Media безопасность

## Результат
- образовательно мотивированные подростки и молодые люди, обладающие знаниями в области медиа
- Привлечение молодых людей к инновациям через средства массовой информации
- Вовлечение других мировых образовательных процессов через СМИ
- В течение 3-х этапов были сняты документальные фильмы о программе, которые были представлены в местных и европейских показах.
- Медийные инициативы и материалы, созданные молодыми участниками через сайт, возможность использования армянских и международных образовательных ресурсов.